# Памятник жертв политических репрессий (Сочи)
Памятник жертв политических репрессий 1920-х — 1950-х годов — памятник, расположенный в городе Сочи; установлен в память о жителях города, погибших и пострадавших от политических репрессий, проводимых в стране с 1920-х по 1950-е годы.

## Расположение
На пересечении улиц Парковая и Конституции СССР Центрального района города Сочи.

## Предыстория
После революции 1917 года советским государством к его гражданам на протяжении десятилетий применялись принудительные меры по политическим мотивам. В городе Сочи за период 1920—1950 годов от политических репрессий пострадало несколько тысяч человек, некоторые из них были расстреляны. Архивная информация о судьбах этих людей была собрана в двухтомник «Книга Памяти жертв политических репрессий по Краснодарскому краю». На основании этой информации, общественной организацией «Общество инвалидов, ветеранов войны и труда — малолетних жертв репрессий 1920-х и 1950-х годов» при поддержке администрации города и союза художников Сочи в 2006 году был разработан проект памятника.

## Архитектурная композиция
Памятник представляет собой квадратную стелу из натурального камня, в каждую из сторон которой вмонтирована металлическая табличка — мартиролог. Всего в мартирологе памятника учтено 199 фамилий репрессированных. Памятник открыт 5 марта 2010 года. Недалеко от этого памятника на набережной реки Сочи по улице Конституции СССР находится небольшой памятный камень жертв политических репрессий, установленный в 2007 году.